# Roppongi Hills Mori Tower
Der Roppongi Hills Mori Tower (jap. 六本木ヒルズ森タワー, Roppongi Hiruzu Mori Tawā) ist ein Wolkenkratzer in dem Gebiet Roppongi Hills des Stadtteils Roppongi in Tokio.
Der Mori Tower ist 238 m hoch und hat 54 Stockwerke mit insgesamt 380.000 m² Fläche (4500 m² / Etage).
Das Gebäude beherbergt unter anderem das Mori-Kunstmuseum, einen Kinokomplex, Restaurants und Cafés, Läden und Niederlassungen von Goldman Sachs, Lehman Brothers, TV Asahi, J-WAVE, Konami, Rakuten, Livedoor und Yahoo! Japan.
Die untersten sechs Etagen des Towers sind von Geschäften und Restaurants belegt. Die obersten sechs Ebenen sind Sitz des Mori-Kunstmuseums, das sich vor allem zeitgenössischer Kunst widmet. Von einer verglasten Aussichtsplattform (Observation Deck) im 52. Stock aus hat man einen guten Überblick auf die Stadt. Die beste 360°-Panoramasicht hat man auf dem offenen Dach (Sky Deck), 237 Meter über Boden. Die dazwischen liegenden 40 Etagen beherbergen Büros. Ein neuer Ausgang des U-Bahnhofs Roppongi führt in ein gläsernes Atrium, in dem sich zahlreiche große Fernsehbildschirme und Treppen sowie mehrere Läden und Restaurants befinden.